# Gonzalo F. Berridi
Gonzalo Fernández Berridi, més conegut com a Gonzalo F. Berridi o Kalo Berridi (Sant Sebastià, 25 de juny de 1955) és un director de fotografia basc.
A la dècada de 1980, junt amb Imanol Uribe, Javier Aguirresarobe i José Ángel Rebolledo va fundar Aiete Films. El 1985 va dirigir el seu primer curtmetratge, Patas en la cabeza, de Julio Medem. El 1988 fou director de fotografia del seu primer llargmetratge, Ander eta Yul i començà a destacar amb La ardilla roja (1993) i Los amantes del círculo polar (1998) de Julio Medem. El 2000 fou nominat al Goya a la millor fotografia per Plenilunio, nominació que es va repetir el 2014 amb Ocho apellidos vascos. El 2004 va guanyar el premi a la millor fotografia al Festival de Cinema d'Espanya de Tolosa de Llenguadoc.

## Filmografia
- La buena nueva (2008)
- Prime Time (2008)
- Un poco de chocolate (2008)
- Todos estamos invitados (2008)
- ¿Y tú quién eres? (2007)
- Anastezsi (2007)
- La caja (2006)
- Segundo asalto (2005)
- Pablo G. del Amo, un montador de ilusiones (2005)
- Camarón (2005)
- Di que sí (2004)
- La vida que te espera (2004)
- Dos tipos duros (2003)
- El viaje de Carol (2002)
- El rey de la granja (2002)
- La noche del escorpión (2002),
- I Love You Baby (2001)
- El palo (2001)
- Menos es más (2000)
- Plenilunio (1999)
- Sí, quiero... (1999)
- Extraños (1999)
- Lágrimas negras (1998)
- Los amantes del círculo polar (1998)
- A ciegas (1997)
- Airbag (1997)
- Calor... y celos (1996)
- Best-Seller: El premio (1996)
- Hotel y domicilio (1995)
- Después de tantos años (1994)
- Maité (1994)
- La ardilla roja (1993)
- Amor en off (1992)
- Huntza (1992)
- Iokanaan, zure gorputza (1992)
- La mujer de tu vida 2: La mujer gafe (1992)
- La gente de la Universal (1991)
- Santa Cruz, el cura guerrillero (1991)
- El anónimo... ¡vaya papelón! (1990)
- Ander eta Yul (1989)
- El pañuelo de mármol (1989)
- Maider (1989)
- Martín (1988)
- Karlistadaren kronika 1872-1876 (1988)
- La espalda del cielo (1988)
- Km. 0: la partida (1988)
- Las seis en punta (1987)
- Memoria universal (1987)
- Amor light (1987)
- Petit casino (1986)
- Liliana (1986)
- Hor duzu hurrengoa (1986)
- Patas en la cabeza (1985)
- La cita (1985)
- Y Kepa se escapó (1984)